# Fontaine-lès-Luxeuil
 Fontaine-lès-Luxeuil  es una población y comuna francesa, situada en la región de Franco Condado, departamento de Alto Saona, en el distrito de Lure y cantón de Saint-Loup-sur-Semouse.

## Demografía
| 1542 | 1576 | 1542 | 1552 | 1462 | 1437 | 1470 |
| Para los censos de 1962 a 1999 la población legal corresponde a la población sin duplicidades (Fuente: INSEE [Consultar]) |      |      |      |      |      |      |